# مهندسی کامبارکا
مهندسی کامبارکا (روسی: КМЗ) شرکت صنایع سنگین روس است، که در سال ۱۷۶۷ تأسیس شد.